# Лильо, Густаво
Густаво Лильо (8 августа 1973 года, Мендоса) — аргентинский футболист, защитник. Первый аргентинец, игравший в чемпионате России.

## Карьера
В 2002 году в разгар аргентинского экономического кризиса клуб «Тальерес» не смог предложить устраивающий Лильо контракт. Приемлемые условия для аргентинца предложил тренер российских «Крыльев Советов» Александр Тарханов, которому требовалось заменить ушедшего в «Рубин» Самарони. В начале июля 2002 года Лильо прилетел в Россию и был заявлен за клуб после непродолжительного торга с агентами футболиста. Густаво Лильо дебютировал за новый клуб 27 июля в выездной игре Кубка Интертото против голландского Виллема II. Цепкий, крепкого телосложения Лильо показывал хорошую игру и быстро влился в основной состав. За два года в «Крыльях» Лильо сыграл в 31 матче чемпионата, поучаствовал в Кубке России, Кубке Премьер-лиги, Кубке Интертото. Осенью 2003 в последнем матче сезона Лильо получил травму в кубковой встрече с ижевским «Газовиком». Контракт с аргентинским защитником был заключен по системе «2+1», конкуренцию в составе ему стал создавать местный воспитанник Анюков. По сообщениям в прессе Густаво Лильо получил в межсезонье более выгодное предложение и по своей инициативе расторг контракт. В феврале 2004 года Лильо отправился на сборы с «Кубанью», но заключение контракта сорвалось и он вернулся в аргентинский чемпионат. За свою карьеру Густаво провел в нём 321 встречу и забил 6 мячей. К 2010 году повесил бутсы на гвоздь и занялся арендой недвижимости.

## Достижения
- Кубок КОНМЕБОЛ — 1999[2]
- Чемпион Аргентины во Втором Дивизионе: 1997/98